# Lucas Martínez Quarta
Lucas Martínez Quarta, detto El Chino (Mar del Plata, 10 maggio 1996), è un calciatore argentino, difensore del River Plate e della nazionale argentina, con cui è diventato campione del Sud America nel 2021 e nel 2024.

## Caratteristiche tecniche
È un difensore centrale, di piede destro, impiegato principalmente in carriera come primo centrale in una difesa a 4. Si distingue per la freddezza e la lucidità negli anticipi. Possiede anche un discreto senso del gol, grazie a un buon colpo di testa, una buona capacità negli inserimenti e un piede molto educato con il quale riesce a impostare brillantemente l'azione, Vincenzo Italiano per questo motivo lo ha anche schierato come mediano, adottando questa soluzione a partita in corso per dare anche maggiore solidità al centrocampo
È soprannominato "El Chino", come lo era stato anche l'uruguaiano Alvaro Recoba, per via dei tratti del volto simili a quelli orientali.

## Carriera

### Club
Cresciuto nelle giovanili del River Plate, ha debuttato in prima squadra il 21 novembre 2016, in un match perso 0-1 contro il Newell's Old Boys. Nel 2018 ha vinto la Coppa Libertadores, disputando da titolare la finale d'andata contro il Boca Juniors pareggiata per 2-2.
Dopo quattro stagioni con la prima squadra del River Plate, il 5 ottobre 2020 viene acquistato a titolo definitivo dalla Fiorentina. Venti giorni dopo esordisce con i viola nel successo per 3-2 contro l'Udinese, rimpiazzando il connazionale infortunato Pezzella. Il 7 marzo 2021 arriva il primo gol in maglia viola, nel pareggio per 3-3 contro il Parma. Il 26 ottobre 2023, segna il suo primo gol in UEFA Europa Conference League, durante la partita in casa vinta per 6-0 contro i serbi del Čukarički.
Nel giugno del 2024, Quarta rinnova il proprio contratto con il club viola fino al 30 giugno 2028.
Il 7 gennaio 2025, viene annunciato il suo ritorno a titolo definitivo al River Plate.

### Nazionale
Il 5 settembre 2019, fa il suo debutto con la nazionale maggiore argentina nell'amichevole pareggiata 0-0 contro il Cile.
Nell'ottobre del 2022, viene inserito dal CT Lionel Scaloni nella lista dei pre-convocati per i Mondiali di calcio in Qatar, non rientrando però nella rosa finale.

## Statistiche

### Presenze e reti nei club
Statistiche aggiornate al 27 luglio 2025
| Stagione           | Squadra            | Campionato         | Campionato | Campionato | Coppe nazionali | Coppe nazionali | Coppe nazionali | Coppe continentali | Coppe continentali | Coppe continentali | Altre coppe | Altre coppe | Altre coppe | Totale | Totale |
| Stagione           | Squadra            | Comp               | Pres       | Reti       | Comp            | Pres            | Reti            | Comp               | Pres               | Reti               | Comp        | Pres        | Reti        | Pres   | Reti   |
| ------------------ | ------------------ | ------------------ | ---------- | ---------- | --------------- | --------------- | --------------- | ------------------ | ------------------ | ------------------ | ----------- | ----------- | ----------- | ------ | ------ |
| 2016-2017          | River Plate        | PD                 | 19         | 1          | CA              | 2               | 0               | CL                 | 4                  | 2                  | -           | -           | -           | 25     | 3      |
| 2017-2018          | River Plate        | PD                 | 9          | 0          | CA              | 2               | 1               | CL                 | 4                  | 0                  | SA          | 1           | 0           | 16     | 1      |
| 2018-2019          | River Plate        | PD                 | 17         | 1          | CA+CdS          | 5+3             | 0               | CL                 | 12                 | 1                  | Cmc+RS      | 1+2         | 0           | 40     | 2      |
| 2019-2020          | River Plate        | PD                 | 19         | 0          | CA+CdS          | 0               | 0               | CL                 | 4                  | 0                  | -           | -           | -           | 23     | 0      |
| 2020-2021          | Fiorentina         | A                  | 21         | 1          | CI              | 2               | 0               | -                  | -                  | -                  | -           | -           | -           | 23     | 1      |
| 2021-2022          | Fiorentina         | A                  | 20         | 1          | CI              | 2               | 0               | -                  | -                  | -                  | -           | -           | -           | 22     | 1      |
| 2022-2023          | Fiorentina         | A                  | 27         | 1          | CI              | 3               | 0               | UECL               | 9                  | 0                  | -           | -           | -           | 39     | 1      |
| 2023-2024          | Fiorentina         | A                  | 29         | 5          | CI              | 2               | 1               | UECL               | 10                 | 2                  | SI          | 1           | 0           | 42     | 8      |
| 2024-2025          | Fiorentina         | A                  | 8          | 1          | CI              | 1               | 0               | UECL               | 7                  | 3                  | -           | -           | -           | 16     | 4      |
| Totale Fiorentina  | Totale Fiorentina  | Totale Fiorentina  | 105        | 9          |                 | 10              | 1               |                    | 26                 | 5                  |             | 1           | 0           | 142    | 15     |
| 2025               | River Plate        | PD                 | 14+2       | 1          | CA              | 0               | 0               | CL                 | 5                  | 0                  | SI+CmC      | 1+3         | 0           | 25     | 1      |
| Totale River Plate | Totale River Plate | Totale River Plate | 78+2       | 3          |                 | 12              | 1               |                    | 29                 | 3                  |             | 8           | 0           | 129    | 7      |
| Totale carriera    | Totale carriera    | Totale carriera    | 185        | 12         |                 | 22              | 1               |                    | 55                 | 8                  |             | 7           | 0           | 271    | 22     |

### Cronologia presenze e reti in nazionale
| Cronologia completa delle presenze e delle reti in nazionale ― Argentina | Cronologia completa delle presenze e delle reti in nazionale ― Argentina | Cronologia completa delle presenze e delle reti in nazionale ― Argentina | Cronologia completa delle presenze e delle reti in nazionale ― Argentina | Cronologia completa delle presenze e delle reti in nazionale ― Argentina | Cronologia completa delle presenze e delle reti in nazionale ― Argentina | Cronologia completa delle presenze e delle reti in nazionale ― Argentina | Cronologia completa delle presenze e delle reti in nazionale ― Argentina |
| Data                                                                     | Città                                                                    | In casa                                                                  | Risultato                                                                | Ospiti                                                                   | Competizione                                                             | Reti                                                                     | Note                                                                     |
| ------------------------------------------------------------------------ | ------------------------------------------------------------------------ | ------------------------------------------------------------------------ | ------------------------------------------------------------------------ | ------------------------------------------------------------------------ | ------------------------------------------------------------------------ | ------------------------------------------------------------------------ | ------------------------------------------------------------------------ |
| 5-9-2019                                                                 | Los Angeles                                                              | Cile                                                                     | 0 – 0                                                                    | Argentina                                                                | Amichevole                                                               | -                                                                        |                                                                          |
| 10-9-2019                                                                | San Antonio                                                              | Argentina                                                                | 4 – 0                                                                    | Messico                                                                  | Amichevole                                                               | -                                                                        | 83’                                                                      |
| 8-10-2020                                                                | Buenos Aires                                                             | Argentina                                                                | 1 – 0                                                                    | Ecuador                                                                  | Qual. Mondiali 2022                                                      | -                                                                        |                                                                          |
| 13-10-2020                                                               | La Paz                                                                   | Bolivia                                                                  | 1 – 2                                                                    | Argentina                                                                | Qual. Mondiali 2022                                                      | -                                                                        |                                                                          |
| 12-11-2020                                                               | Buenos Aires                                                             | Argentina                                                                | 1 – 1                                                                    | Paraguay                                                                 | Qual. Mondiali 2022                                                      | -                                                                        |                                                                          |
| 17-11-2020                                                               | Lima                                                                     | Perù                                                                     | 0 – 2                                                                    | Argentina                                                                | Qual. Mondiali 2022                                                      | -                                                                        |                                                                          |
| 3-6-2021                                                                 | Santiago del Estero                                                      | Argentina                                                                | 1 – 1                                                                    | Cile                                                                     | Qual. Mondiali 2022                                                      | -                                                                        | 43’ 46’                                                                  |
| 14-6-2021                                                                | Rio de Janeiro                                                           | Argentina                                                                | 1 – 1                                                                    | Cile                                                                     | Coppa America 2021 - 1º turno                                            | -                                                                        | 30’                                                                      |
| 9-9-2021                                                                 | Buenos Aires                                                             | Argentina                                                                | 3 – 0                                                                    | Bolivia                                                                  | Qual. Mondiali 2022                                                      | -                                                                        | 82’                                                                      |
| 2-2-2022                                                                 | Córdoba                                                                  | Argentina                                                                | 1 – 0                                                                    | Colombia                                                                 | Qual. Mondiali 2022                                                      | -                                                                        | 80’                                                                      |
| 29-3-2022                                                                | Guayaquil                                                                | Ecuador                                                                  | 1 – 1                                                                    | Argentina                                                                | Qual. Mondiali 2022                                                      | -                                                                        |                                                                          |
| 17-10-2023                                                               | Lima                                                                     | Perù                                                                     | 0 – 2                                                                    | Argentina                                                                | Qual. Mondiali 2026                                                      | -                                                                        | 34’                                                                      |
| 9-6-2024                                                                 | Chicago                                                                  | Argentina                                                                | 1 – 0                                                                    | Ecuador                                                                  | Amichevole                                                               | -                                                                        | 86’                                                                      |
| 14-6-2024                                                                | Landover                                                                 | Argentina                                                                | 4 – 1                                                                    | Guatemala                                                                | Amichevole                                                               | -                                                                        | 71’                                                                      |
| 29-6-2024                                                                | Miami Gardens                                                            | Argentina                                                                | 2 – 0                                                                    | Perù                                                                     | Coppa America 2024 - 1º turno                                            | -                                                                        | 83’                                                                      |
| Totale                                                                   |                                                                          | Presenze                                                                 | 15                                                                       |                                                                          | Reti                                                                     | 0                                                                        |                                                                          |

## Palmarès

### Club

#### Competizioni nazionali
- Copa Argentina: 3

River Plate: 2015-16, 2016-2017, 2018-2019
- Supercopa Argentina: 1

River Plate: 2017

#### Competizioni internazionali
- Coppa Libertadores: 1

River Plate: 2018
- Recopa Sudamericana: 1

River Plate: 2019

### Nazionale
- Coppa America: 2

Brasile 2021. Stati Uniti 2024